# Laxtjärnarna (Alanäs socken, Jämtland, 713319-148350)
Laxtjärnarna är en sjö i Strömsunds kommun i Jämtland och ingår i Ångermanälvens huvudavrinningsområde.